# 田島将吾
田島 将吾（たじま しょうご、1998年10月13日 - ）は、日本のアイドル。男性アイドルグループ・INIのメンバー。東京都出身。LAPONEエンタテインメント所属。元ジャニーズJr.。元韓国事務所練習生。愛称は「たじ」。

## 概説
INIのメンバー。グループ内では主にダンス、ラップを牽引し、作詞にも携わっている。
ジャニーズJr.、G=AGE のメンバー、CUBEエンターテインメントでの練習生を経て、2021年、グローバルボーイズグループを生み出すサバイバルオーディション番組『PRODUCE 101 JAPAN SEASON2』に出演。同番組でデビュー権を獲得し2021年11月3日にINIのメンバーとしてCDデビューした。

## 来歴

### 生い立ち
幼稚園の時から地域の太鼓クラブで和太鼓を習っており、その時からステージに立ってパフォーマンスすることが好きだった。
小学生の時には少年野球チーム（ポジションはサードとピッチャー）、中学校ではサッカー部に所属していた。

### ジャニーズJr.として
KAT-TUNのコンサートで和太鼓演奏を見て感動し、ジャニーズに入りたいと決心。2009年（当時10歳）、ジャニーズ事務所に入所。『ザ少年倶楽部』やバラエティ番組『ガムシャラ!』に出演し、露出の多いJr.の一人であった。同期に岸優太がおり、2014年には岸らが主要キャストを務めたドラマ『近キョリ恋愛』（日本テレビ系）にも出演するなど活躍していたが、2016年に退所した。
Travis Japanの松田元太、松倉海斗とは“たじ松松”の愛称で親しまれており、2023年にラジオ番組で共演した際には、3人でリュクサックを背負ってNHKに通っていた当時を振り返り、「青春を一緒に過ごしたもんね」と語っていた。
「ジャスティス」と呼ばれるくまのぬいぐるみがトレードマークで、テレビや雑誌などいつでも連れていた。その姿は『ザ少年倶楽部』でも先輩からよくツッコまれており、ジャニーズのマニアックなモノマネ芸でブレイクしたジャガーズが『SMAP×SMAP』に出演した際には、“気になるJr．”の1人に田島の名前を挙げていた。「ジャスティス」について、本人はドラマの役作りのために妹の部屋から借りた物と明かしている。
2021年には目標とするアーティスト像について「自分が小さい頃にジャニーズに憧れたように、僕を見た子どもたちがそんな風に思ってくれたらめちゃくちゃうれしいです」と語っている。

### 退所、TASYとして
2016年1月、ジャニーズ事務所からの退所が噂される。露出の多いJr.であったことや、同年同月発売の雑誌内で2016年の目標を意気込んでいたことから、退所理由が見当たらないと衝撃が広がった。
同月下旬、男性5人組ボーカルダンスユニット「G=AGE」（G-EYE）に「TASY」名義での参加が発表されたことで退所が確実となる。当人と同時期に他にもJr.の退所が相次いでおり、発表されたG=AGEの5人中4人が元Jr.であった。グループは同年6月にCDデビューし、オリコン1位を獲得したが、2016年12月に当人がTwitterを開設し全メンバーの脱退を発表。ジャニーズ事務所退所を含む一連の流れには、後に逮捕されたG=AGEのプロデューサーが関わっていたと報じられている。

### 渡韓、練習生として
SNSの更新が途絶え、しばらく消息不明であったが、のちに『PRODUCE 101 JAPAN SEASON2』番組内において、韓国の名門事務所・CUBEエンターテインメントで2年間練習生をしていたことが明かされた。
練習生時代、悩みが多かった時期に散歩中偶然出くわした野外ライブで、サム・キムの『Where's My Money』という曲に感動し涙を流したことがある。その際に「自分も音楽が好きで、今後も音楽を続けよう」と心に決めたという。
当時、同じ事務所所属であり同い年のPENTAGONのYUTOと交流が深く、よく話をしていた。後にデビューを掴む事となるオーディションを受けるか悩んだ際も、相談をしYUTOは受けることを勧めた。

### PRODUCE 101 JAPAN SEASON2
2021年『PRODUCE 101 JAPAN SEASON2』に参加。オーディションへの参加理由として、日本に戻ってくる時期と、オーディションの時期が重なったため、このチャンスは掴むしかないと考え参加を決めたと語っている。番組内の自己PRでは「失敗も遠回りもしてきたけど、だから今の自分がいるんだと形として証明してみせたい」とも語った。
番組内では、心技体オールAクラス・心もAクラスと謳われ、初回から木村柾哉とトップ争いを続けた。
コンセプトバトルでは、現場投票1位を獲得。コンセプトバトルについて本人は「今回は特に気付きが多く、成長できた。さらに確実に自分の芯の部分が強くなれた気がする」と語った。
最終順位3位でデビュー権を獲得。

### INIの結成
2021年6月13日に放送された『PRODUCE 101 JAPAN SEASON2』最終回で「INI」のメンバーに選ばれ、同年11月3日にファーストシングル「A」でCDデビュー。
デビュー決定後のインタビューでは「ここがスタート。僕たちが炎の火種となって、どんなに暗い場所でも照らせるような光や暖かさを放てる存在になりたい。責任感を持って努力を惜しまず世界を目指す」と語った。

### INIとして
2025年1月29日に東京・IMM THEATERで『LAPOSTA 2025 Supported by docomo』内のソロステージ企画「LAPOSTA 2025 SHOW PRODUCED by MEMBERS」を開催。『LOOK UP』と題した公演を行った。同年7月21日にINIの公式YouTubeチャンネルで展開するメンバープロデュース企画「INI STUDIO」にて、同公演で披露されたオリジナル楽曲「耳を澄ませば（feat. HIROTO, RIHITO）」と「The sky make me slow」が、翌日22日には「SOMEDAY」と「Noise」のDance Practice Videoが公開された。
2025年6月25日に発売されたINIの3rdアルバム『THE ORIGIN』の収録曲「Pineapple Juice」の振り付けを木村柾哉・西洸人と担当した。

## 人物

### 特徴
天然、努力家と評されることが多い。当人はオーディション期間中に、自分のアピールポイントとして「色々敏感に感じるところ」と「集中力」「パフォーマンス中と普段のギャップがあること」を挙げており、「普段はめっちゃ普通」と発言している。
INIメンバーの西洸人は当人について「すごいストイックだし完璧主義な面も感じるけど、まわりを気遣うこともできる。意外とホワッとした一面もある。愛されキャラだと思います」と語っている。
チャームポイントは目の中のほくろ。
体のお気に入りの部位は耳。大きくて前を向いているため、話がよく聞こえる気がすると語る。

### 趣味・嗜好
好きな食べ物はハヤシライス、チョコレート、チャーハン。コーヒーも好きで、酸味よりも苦味の強いコーヒーが好き。誕生日プレゼントに貰ったコーヒーメーカーで朝コーヒーを入れて飲んでいる。
好きな言葉は「感謝」。
座右の銘は「人の一生は重荷を背負うて遠き道を行くが如し、急ぐべからず」。
趣味は散歩、作曲、ドラマ・映画・音楽鑑賞、カフェ巡り。読書も趣味で、おすすめの本として村上春樹の「羊をめぐる冒険」と「風の歌を聴け」を挙げている。
特技はダンス（HipHop・K-POP）、楽器（ドラム）、ラップ。

## オリジナル楽曲
- 耳を澄ませば（feat. HIROTO, RIHITO）[34]
- The sky make me slow[34]
- SOMEDAY[34]
- Noise[34]

## 作詞・作曲
もともと作曲は趣味でありオーディション時から作品を披露していた。INIとしてメジャーデビュー後の作品は一部リリースされている。

### PRODUCE 101 JAPAN SEASON 2
『PRODUCE 101 JAPAN SEASON 2』の評価内で合計3曲の自作曲及び自作ラップを披露している。
| 公開日        | タイトル           | 評価名         | 動画 | 備考                                                                    |
| ------------- | ------------------ | -------------- | ---- | ----------------------------------------------------------------------- |
| 2021年2月2日  | コスモス           | オンタクト評価 | ＊   | 自由曲ラップの部門で披露。                                              |
| 2021年2月3日  | 散歩               | オンタクト評価 | ＊   | 1分PRで披露。                                                           |
| 2021年5月13日 | Nobody Else(cover) | ポジション評価 | ＊   | 曲中の当人が歌うラップ詞のみ当人が作成。 原曲はKEN THE 390のNobody Else |

### INI
グループのラップ担当であり、メンバーと共に作詞したラップ曲をリリースしている。
| 公開日         | タイトル                   | リリース形態            | 動画 | 共同制作者                                                      | 備考 |
| -------------- | -------------------------- | ----------------------- | ---- | --------------------------------------------------------------- | --- |
| 2021年12月26日 | How are you                | Single デジタルリリース | ＊   | 西洸人、池﨑理人                                                | |
| 2022年4月18日  | Nobody Else w/ドス鯉倶楽部 | オンラインライブ        |      | KEN THE 390、西洸人、池﨑理人                                   | ドス鯉倶楽部として原曲アーティストであるKEN THE 390とのコラボで再カバー。曲中の当人が歌うラップ詞のみ当人が作成。 |
| 2022年10月14日 | POPPIA(JAPAN version)      | Single デジタルリリース | ＊   | DONO、정호현(e.one)、찬                                         | KCON 2022 JAPANのSIGNATURE SONG。ラップ詞をTO1のチャンと共に作詞。                                                |
| 2022年12月14日 | Runaway                    | Album                   | ＊   | Jinli (Full8loom)、GUNHEE (Full8loom)、YHANAEL                  | 初めてINIの楽曲を作詞、CD形態でのリリースも自身初の楽曲。                                                         |
| 2023年10月13日 | TAG                        | Single                  | ＊   | HASEGAWA                                                        | TAG MEに収録。 |
| 2023年10月13日 | 10 THINGS                  | Single                  | ＊   | IKEZAKI RIHITO、Kevin_D(D_answer)、Christian Fast、Didrik Thott | TAG MEに収録。 |
| 2024年2月14日  | Dirty Shoes Swag           | Album                   | ＊   | TAKATSUKA HIROMU、Choi Sung Hyuk(NiNE)、Kim Min Gu(NiNE)        | MATCH UPに収録。                                                                                                  |

## 出演

### テレビ番組
- ザ少年倶楽部（NHK）[52]
- YOUコントしちゃいなよ（2013年12月31日、フジテレビ） [53][54]
- ガムシャラ!（2014年4月 - 2015年、テレビ朝日）
- ゴゴスマ〜GO GO!Smile!〜（2015年10月19日 - 23日、CBC）[55]
- 濃縮PRODUCE101JAPAN SEASON2 (2021年4月21日 - 6月2日、TBS) [55]

### テレビドラマ
- 近キョリ恋愛〜Season Zero〜（2014年7月 - 10月、日本テレビ） - 新谷海斗 役

- 君の花になる（2022年10月18日 - 12月20日、TBS）- CHAYNEY・イブキ 役[56][57]

### 配信番組
- PRODUCE 101 JAPAN SEASON2（2021年4月 - 6月、GYAO!・TBS）

### 舞台
- Johnnys' Dome Theatre〜SUMMARY〜（2012年）[58]
- JOHNNY's World -ジャニーズ・ワールド　正月はタッキーと共に（2013年）[59]
- DREAM BOYS JET（2013年）
- JOHNNYS'2020World （2013年・2014年）
- ジャニーズ銀座 2014（2014年）[60]
- 2015新春 JOHNNYS' World（2015年）
- ジャニーズ銀座 2015（2015年5月12日 - 14日）[61]

### コンサート
- ガムシャラ J's Party!! Vol.1（2014年）[62]
- ガムシャラ J's Party!! Vol.5'（2014年）[63]
- ガムシャラ Sexy 夏祭り!!〔チーム者〕（2014年7月30日 - 8月10日）[64]
- ガムシャラ! サマーステーション〔チーム者〕（2015年7月25日・28日・8月1日・7日・9日・10日・15日）[65]

### CM
- AOKIホールディングス 「フレッシャーズスーツ」（2015年）

### ミュージックビデオ
- Sexy Zone 「バィバィDuバィ〜See you again〜」（2013年）
- 三浦大知 「Be Myself」（2018年） - バックダンサーとして参加

## 関連映像

### PRODUCE 101 JAPAN SEASON2
| 田島将吾PRODUCE 101 JAPAN SEASON2参加楽曲 | 田島将吾PRODUCE 101 JAPAN SEASON2参加楽曲 | 田島将吾PRODUCE 101 JAPAN SEASON2参加楽曲 | 田島将吾PRODUCE 101 JAPAN SEASON2参加楽曲 | 田島将吾PRODUCE 101 JAPAN SEASON2参加楽曲 | 田島将吾PRODUCE 101 JAPAN SEASON2参加楽曲                                              | 田島将吾PRODUCE 101 JAPAN SEASON2参加楽曲 |
| 評価名                                    | 曲名                                      | 原曲アーティスト名                        | 動画                                      | 個人 推し動画                             | パフォーマンス メンバー                                                                | 備考                                      |
| ----------------------------------------- | ----------------------------------------- | ----------------------------------------- | ----------------------------------------- | ----------------------------------------- | -------------------------------------------------------------------------------------- | ----------------------------------------- |
| オンタクト評価                            | 自作曲                                    | 自作曲                                    | ＊                                        | -                                         | -                                                                                      | オンタクト投票結果2位                     |
| レベル分け評価                            | La Pa Pa Pam                              | JO1                                       | ＊                                        | -                                         | 西島蓮汰                                                                               | 評価:Aクラス                              |
| レベル分け再評価                          | Let me fly〜その未来へ〜                  | オリジナル                                | ＊                                        | ＊                                        | 同番組に出演した練習生のうちオンタクト評価を通過した60人                               | 評価:Aクラス                              |
| グループ評価                              | 無限大                                    | JO1                                       | ＊                                        | ＊                                        | 四谷真佑、古瀬直輝、西島蓮汰、小堀柊、小林大悟                                         | センター、リーダー                        |
| ポジション評価                            | Nobody Else                               | KEN THE 390                               | ＊                                        | ＊                                        | 西洸人、池﨑理人                                                                       | センター                                  |
| コンセプト評価                            | Goosebumps                                | オリジナル                                | ＊                                        | ＊                                        | 西洸人、池﨑理人、西島蓮汰、小池俊司、中野海帆、笹岡秀旭、上田将人                     | グループ個人共に総合1位                   |
| デビュー評価                              | RUNWAY                                    | オリジナル                                | ＊                                        |                                           | 仲村冬馬、藤牧京介、髙塚大夢、佐野雄大、阪本航紀、松田迅、池﨑理人、尾崎匠海、中野海帆 |                                           |
| デビュー評価                              | ONE DAY                                   | オリジナル                                | ＊                                        |                                           | ファイナリスト21人の練習生                                                             |                                           |

### INI
| 田島将吾(INI)映像作品 | 田島将吾(INI)映像作品 | 田島将吾(INI)映像作品                      | 田島将吾(INI)映像作品 | 田島将吾(INI)映像作品 | 田島将吾(INI)映像作品                                          | 田島将吾(INI)映像作品 |
| 活動時期アルバム名    | 公開日                | 作品名                                     | 曲名                  | 動画                  | パフォーマンス メンバー                                        | 備考                  |
| --------------------- | --------------------- | ------------------------------------------ | --------------------- | --------------------- | -------------------------------------------------------------- | --------------------- |
| A                     | 2021年10月29日        | UNFILTERED CAM INI SHOGO 'Rocketeer'       | Rocketeer             | ＊                    | INI                                                            |                       |
| A                     | 2021年12月25日        | INI WORKSPACE 'How are you'                | How are you           | ＊                    | 西洸人、池﨑理人                                               | 同メンバーと共に作詞  |
| M                     | 2022年8月16日         | UNFILTERED CAM INI SHOGO 'Password'        | Password              | ＊                    | INI                                                            |                       |
| M                     | 2022年10月14日        | POPPIA - INI XTO1 KCON 2022 SIGNATURE SONG | POPPIA JAPAN version  | ＊                    | 木村柾哉、藤牧京介、髙塚大夢、レンタ、チャン、ジェユン、ダイゴ | ラップ詞を作詞        |